# Episodi di Settimo cielo (quarta stagione)
La quarta stagione della serie televisiva Settimo cielo (7th Heaven) è stata trasmessa per la prima volta negli Stati Uniti dal 20 settembre 1999 al 22 maggio 2000 sulla rete The WB. In Italia è stata trasmessa in prima visione su Canale 5.
In questa stagione entrano nel cast principale Chaz Lamar Shepherd nel ruolo di John Hamilton e Maureen Flannigan nel ruolo di Shana Sullivan. Maureen Flannigan esce dal cast principale durante la stagione.
| n° | Titolo originale           | Titolo italiano                     | Prima TV USA      | Prima TV Italia |
| -- | -------------------------- | ----------------------------------- | ----------------- | --------------- |
| 1  | The Tattle Tale Heart      | Un cuore stregato                   | 20 settembre 1999 | 22 luglio 2000  |
| 2  | Life Is Too Beautiful      | L'uomo di casa                      | 27 settembre 1999 | 24 luglio 2000  |
| 3  | Yak Sada                   | Matrimoni e divorzi                 | 4 ottobre 1999    | 25 luglio 2000  |
| 4  | Come Drive with Me         | Aumento di stipendio                | 11 ottobre 1999   | 26 luglio 2000  |
| 5  | With Honors                | Studenti eccellenti                 | 18 ottobre 1999   | 27 luglio 2000  |
| 6  | Just You Wait and See      | Crisi quotidiane                    | 25 ottobre 1999   | 28 luglio 2000  |
| 7  | Sin...                     | La colpa                            | 8 novembre 1999   | 29 luglio 2000  |
| 8  | ...And Expiation           | L'espiazione                        | 15 novembre 1999  | 31 luglio 2000  |
| 9  | Dirty Laundry              | Panni sporchi                       | 22 novembre 1999  | 1º agosto 2000  |
| 10 | Who Nose?                  | Complotto di famiglia               | 29 novembre 1999  |                 |
| 11 | Forget Me Not              | Il nuovo millennio                  | 13 dicembre 1999  | 3 agosto 2000   |
| 12 | All by Myself              | Angeli                              | 24 gennaio 2000   | 4 agosto 2000   |
| 13 | Who Do You Trust?          | Fidarsi dei figli                   | 31 gennaio 2000   | 5 agosto 2000   |
| 14 | Words                      | Parole                              | 7 febbraio 2000   | 7 agosto 2000   |
| 15 | Loves Me, Loves Me Not     | San Valentino                       | 14 febbraio 2000  | 8 agosto 2000   |
| 16 | Say a Little Prayer for Me | Una piccola preghiera               | 21 febbraio 2000  | 9 agosto 2000   |
| 17 | Twelve Angry People        | Il verdetto                         | 28 febbraio 2000  | 10 agosto 2000  |
| 18 | Hoop Dreams                | Sogni                               | 10 aprile 2000    | 11 agosto 2000  |
| 19 | Talk To Me                 | La forza del dialogo                | 1º maggio 2000    |                 |
| 20 | Liar, Liar                 | L'intervista                        | 8 maggio 2000     | 14 agosto 2000  |
| 21 | Love Stinks: Part 1        | La stagione delle magnolie: Parte 1 | 15 maggio 2000    | 15 agosto 2000  |
| 22 | Love Stinks: Part 2        | La stagione delle magnolie: Parte 2 | 22 maggio 2000    | 16 agosto 2000  |

## Un cuore stregato
- Titolo originale: The Tattle Tale Heart
- Diretto da: Burt Brinckerhoff
- Scritto da: Brenda Hampton

### Trama
Il padre di Eric, detto "Il Colonnello", e Nonna Ruth giungono a casa Camden dopo una vacanza di sei mesi. Simon fa sorprendere il nonno con il suo nuovo taglio di capelli, mentre Matt decide di lasciare casa Camden ed affittare un appartamento con l'amico John Hamilton. Il nuovo marito della zia Julie, Hank, trova a Matt un lavoro alla caffetteria dell'ospedale. Una brutta sorpresa attende però Eric: lo stress degli ultimi tempi gli ha causato una sofferenza al cuore.
- Guest star: Ed Begley Jr. (dottor Hank Hastings), Peter Graves (John 'il colonnello' Camden), David Millbern (Jack), Deborah Raffin (Julie Camden Hastings), Barbara Rush (Ruth Camden), Andrea Sabesin (Cathy), Sam Saletta (George Camden), Steve Stapenhorst (dottor Peterson), Edrie Warner (donna)

## L'uomo di casa
- Titolo originale: Life Is Too Beautiful
- Diretto da: Tony Mordente
- Scritto da: Brenda Hampton

### Trama
Dopo l'infarto Eric si prende una "vacanza", vedendo la vita con gli occhi di un bambino. Simon assume il ruolo di "uomo di casa", ma sente che Matt non lo prende sul serio. Matt inoltre, non è felice della nuova amicizia tra Shana e John. Lucy trova la giusta direzione per la sua vita dopo aver dato ascolto a suo padre.
- Guest star: Edie McClurg (signora Beeker), Kyle Sabihy (Jim), Kimberly Paige (Jan), Adria Dawn (Carol Overhill), Brandon Lucas (ragazzo), Annalea Rawicz (Susan Gertz), Mandy Freund (Lisa Lunby)

## Matrimoni e divorzi
- Titolo originale: Yak Sada (a.k.a. One Voice)
- Diretto da: Bradley M. Gross
- Scritto da: Elisabeth Orange

### Trama
Mentre Lucy ed Annie protestano contro il maltrattamento delle donne in Afghanistan, Eric aiuta una giovane coppia sull'importanza della parità sessuale all'interno di un matrimonio. Simon decide pertanto di ritirarsi dal corso di cucina perché è l'unico maschio iscritto. Mary aiuta Ruthie ad entrare nella squadra di football della scuola. Shana parla con il padre che venti anni prima aveva abbandonato lei e la sua famiglia.
- Guest star: Stanley Kamel (padre di Shana), Nicole Cherié Saletta (Deena Stewart), Kathy Evison (Jessica Tanner), Pepper Sweeney (Ryan Tomlin Jr.), Janet Carroll (Betty Tomlin)

## Aumento di stipendio
- Titolo originale: Come Drive with Me
- Diretto da: Anson Williams
- Scritto da: Ron Darian

### Trama
Eric pensa di chiedere un aumento di stipendio, dopo che Lucy gli ha chiesto un nuovo bagno e Annie una nuova auto. Ma la chiesa sembra avere una sbagliata impressione sulle finanze dei Camden, così non accettano la proposta di Eric, fino a che non interviene Ruthie, che riesce a convincerli del contrario. Intanto un giovane paziente all'ospedale si offre di aiutare Matt. Simon prende in considerazione una ragazza che ha una cotta per lui.
- Guest star: Alan Fudge (Lou Dalton), Josh Ryan Evans (Adam), Nicole Cherié Saletta (Deena Stewart), Juanita Jennings (Cynthia), Brighton Hertford (Beth Bagley), Ally Wolfe (infermiera), William Utay (diacono n°1), Kyle Sabihy (Jim), Thor Edgell (venditore)

## Studenti eccellenti
- Titolo originale: With Honors
- Diretto da: Harvey S. Laidman
- Scritto da: Sue Tenney

### Trama
Mary e la sua amica Corey Conway scoprono di essere state nominate agli All Sports Awards. Ma alcuni uomini d'affari revocano la nomination di Corey quando scoprono che la ragazza ha una figlia. Così Mary, per contestazione, dona il suo premio all'amica davanti a tutti. Eric ed Annie trovano un sacchetto di marijuana nello zaino del nuovo amico di Simon per cui decidono di parlarne con la famiglia del ragazzo. Matt affronta un'azione disciplinare dopo aver infranto il codice scolastico durante un esame. Lucy vorrebbe aiutare un ragazzo che le piace ad accedere al sistema del computer della scuola.
- Guest star: Christopher Michael (sergente Michaels), Nancy Lee Grahn (preside Russell), Sage Allen (signora Patterson), Justin Garms (Lee Patterson), George Gerdes (Jeff Patterson), Riley Smith (Tyler), Alicia Leigh Willis (Corey Conway), Chad Cox (James Potter), Patrick Thomas O'Brien (Professor Valentine)

## Crisi quotidiane
- Titolo originale: Just You Wait and See
- Diretto da: Paul Snider
- Scritto da: Linda Ptolemy

### Trama
Alla porta di casa Camden giunge una Julie incinta in procinto di lasciare Hank. Eric decide di portare fuori a cena Hank per discutere di ciò che sta succedendo. Mentre sono a cena a casa Camden, Julie va in travaglio, Annie cerca di calmarla dal momento che non può raggiungere l'ospedale, perché Simon e Mary sono usciti a cena e Lucy è ad un appuntamento. Hank ed Eric tornano a casa giusto in tempo per la nascita della bambina. Riconoscente ad Eric per quel che ha fatto, Julie chiama la bambina come suo fratello: Erica. Infine Simon attira l'attenzione di una ragazza più grande di lui.
- Guest star: Deborah Raffin (Julie Camden Hastings), Ed Begley Jr. (dottor Hank Hastings), Will Estes (Andrew Nayloss), Nicole Cherié Saletta (Deena Stewart), Cara Jedell (Diane Hart), Ally Wolfe (infermiera), Terry V. Hart (signor Stewart), Ray Bengston (signor Nayloss), Moira Price (signora Nayloss), Susan Savage (Jill Dunn)

## La colpa
- Titolo originale:  Sin...
- Diretto da: Tony Mordente
- Scritto da: Catherine LePard

### Trama
Mary e la sua squadra di basket sono sconvolte quando l'allenatore le informa che devono mettere al primo posto lo studio, decidendo di interrompere la stagione delle partite. Quando la scuola indice una riunione per discutere dell'avvenimento, Eric ed Annie sostengono le decisioni prese dal coach. Così Mary ed alcune ragazze della squadra compiono atti di vandalismo in palestra ma vengono sorprese ed arrestate. Nel frattempo Simon viene sorpreso a fare un gesto non proprio rispettoso di fronte alla scuola. Matt pensa di dover tornare a casa.
- Guest star: Taylor Baldwin (Carrie Chadwick), Gelcys Basulto (Karen), Christian Benz Belnavis (Greg), Julie Berman (Shelby Connor), Toran Caudell (Rod), Nancy Lee Grahn (preside Russell), Billy Mayo (genitore n°2), Bill A. Jones (genitore n°3)

## L'espiazione
- Titolo originale:  ...And Expiation
- Diretto da: Tony Mordente
- Scritto da: Catherine LePard

### Trama
Viene indetta una riunione di famiglia dopo l'arresto di Mary; la ragazza scopre che vi saranno gravi conseguenze per le sue azioni: una possibile espulsione dalla scuola e la perdita della borsa di studio per il college. Così Eric ed Annie decidono di far entrare Mary nel servizio sociale per la comunità. Simon e Ruthie sono a conoscenza però delle vere intenzioni di Mary, ma non vogliono fare la spia ai genitori. Decidono così di visitare differenti case di culto per farsi perdonare da Dio. Matt torna a casa per aiutare la famiglia, ma comprende di aver bisogno dei suoi spazi vitali.
- Guest star: Christopher Michael (sergente Michaels), Amy Aquino (signora Williams), Nancy Lee Grahn (preside Russell), Alicia Leigh Willis (Corey Conway), Julie Berman (Shelby), Toran Caudell (Rod), Allan Wasserman (Bill Mays), Murray Rubinstein (Rabbi Cohen)

## Panni sporchi
- Titolo originale:  Dirty Laundry
- Diretto da: Burt Brinckerhoff
- Scritto da: Elaine Arata

### Trama
Una sopravvissuta ad un campo di internamento dopo la seconda guerra mondiale regala ad Eric un assegno da 20000 $. Eric, quando scopre però che la donna non è mai riuscita ad affrontare quello che ha vissuto, decide di aiutarla. Ruthie impara cos'è la vera amicizia dopo aver corrotto un compagno di classe. Matt e Shana si prendono un momento di pausa.
- Guest star: Takayo Fischer (Sachiko Ishida), Mako (Henry Muranaka), Gretchen Storms (Chloe), Sydney Berry (Nina), Sarah Rayne (Sarah Magnee), Cecilie Davis (ragazza n°1), Rayne Marcus (ragazza n°2)

## Complotto di famiglia
- Titolo originale:  Who Nose?
- Diretto da: Harvey S. Laidman
- Scritto da: Suzanne Fitzpatrick

### Trama
Simon si offre volontario per dipingere un murale con altri ragazzi della scuola. Agli altri volontari Simon non piace, perché in realtà usano le bombolette per qualcosa di illegale, per cui hanno paura che Simon faccia la spia. Quando uno dei ragazzi finisce in ospedale, Simon viene accusato di essere il colpevole. Dopo un confronto con il ragazzo, questi decide di confessare tutto ai suoi genitori. Intanto Mary è entusiasta di andare ai servizi sociali, perché lì ha incontrato un nuovo ragazzo: Robbie Palmer. Eric ed Annie non vogliono però che Mary esca con quel ragazzo, ma gli permettono di chiamare la figlia. Ruthie vince un premio per il progetto d'arte della scuola: una scultura dei nasi della famiglia Camden.
- Guest star: Adam LaVorgna (Robbie Palmer), Christopher Rodriguez Marquette (Pete Lawrence), Gregg Daniel (Carl Doker), Esther Scott (signorina Mason), Marianne Muellerleile (signora Jasper), Eric Kushnick (Steven), Jayson Creek (signor Jacobs), Michelle Benes (signora Lawrence), Jeffrey Shepard (Mitch)

## Il nuovo millennio
- Titolo originale:  Forget Me Not
- Diretto da: David Plenn
- Scritto da: Sue Tenney

### Trama
Ginger giunge a casa Camden, confidando ad Eric ed Annie che Charles ha iniziato a soffrire della malattia di Alzheimer. All'inizio Annie non ci crede, ma dopo aver osservato il padre che non si ricordava di avere acceso un barbecue cinque minuti prima, comprende la verità. Nel frattempo, Mary ed Eric si trovano in disaccordo riguardo alla relazione tra la ragazza e Robbie, ma riescono comunque a trovare un compromesso. Quando Mary informa Robbie del piano, il ragazzo le dice che tra di loro non funzionerà. Fortunatamente per Mary, Robbie cambia idea dopo aver parlato con Eric. Lucy per poter andare ad un appuntamento è nei guai dopo aver lasciato il suo progetto. Matt è depresso a causa del trasferimento di Shana a New York finendo per trascurare Simon. Ruthie fa grandi preparativi per l'arrivo del nuovo millennio, fino a che Eric non le confida qualcosa che la farà riflettere.
- Guest star: Adam LaVorgna (Robbie Palmer), Graham Jarvis (Charles Jackson), Sam Page (Brad Landers), Terri Garber (dottoressa Nancy Burns), Beverly Garland (Ginger Jackson), Kerry Catanese (Sally Gertz), Matt McKenzie (Ken), Annalea Rawicz (Susan Gertz)

## Angeli
- Titolo originale:  All By Myself
- Diretto da: Kevin Inch
- Scritto da: Brenda Hampton & Sue Tenney

### Trama
Annie decide di partire in solitaria per una vacanza, lasciando Eric ad assistere l'intera famiglia. Nel frattempo, Matt deve salutare controvoglia Shana, in partenza per New York. Mary attende impazientemente che Robbie le telefoni, così Lucy capisce che forse si è interessata al ragazzo sbagliato. Simon riceve alcuni consigli dalle sorelle su come trattare le ragazze.
- Guest star: Irma P. Hall (Hattie), Will Estes (Andrew Nayloss), Sam Page (Brad Landers), Nicole Cherié Saletta (Deena Stewart), Susan Fukuda (signora Arata), Michael Sollenberger (direttore del motel)

## Fidarsi dei figli
- Titolo originale:  Who Do You Trust?
- Diretto da: Joel J. Feigenbaum
- Scritto da: Brenda Hampton & Ron Darian

### Trama
Eric e Annie di mala voglia permettono a Mary di uscire con Robbie, a condizione che con loro escano anche il fratello di Robbie, Rick, e Lucy. Nel frattempo, Simon e Nigel acquistano parecchi pacchetti di sigarette per un progetto scolastico, per dimostrare quanto è facile per i bambini comprare tabacco. Ruthie lavora al suo progetto segreto di scienze e John invita alcune vicine di casa a cena per far dimenticare Shana a Matt.
- Guest star: Alama Boatright (Angela), Joel Farar (cassiere), Christopher Beam ('tozzo' McMullet), Lance Bass (Rick Palmer), Amber Collins (Barbara)

## Parole
- Titolo originale:  Words
- Diretto da: Burt Brinckerhoff
- Scritto da: Sue Tenney

### Trama
Il Reverendo Camden aiuta una nuova famiglia della congregazione con un figlio affetto dalla sindrome di Tourette. Lucy rivela involontariamente alla madre che un'insegnante di Ruthie ha chiamato stupida la bambina. Simon inconsapevolmente dà un giudizio a Mary che la fa preoccupare. Matt aspetta una chiamata da Shana, ma questa tarda ad arrivare.
- Guest star: Michael Milhoan (Bill Carver), Elizabeth Ruscio (signora Riddle), Jacqueline Hohn (Sheila Carver), Shawn Pyfrom (Bobby Carver), Annie McElwain (ragazza n°1), Chrystee Pharris (ragazza n°2), Freda Foh Shen (preside Howard), Shonda Farr (Laurel), Tegan West (Louis Shea), Adrienne Smith (Denise Semple)

## San Valentino
- Titolo originale:  Loves Me, Loves Me Not
- Diretto da: Bradley M. Gross
- Scritto da: Brenda Hampton

### Trama
È San Valentino, quindi il compleanno dei gemelli, così la famiglia Camden organizza per loro una piccola festa. Eric ed Annie escogitano un'idea per rendere indimenticabile il compleanno di Sam e David, ma il resto della famiglia ha intenzione di uscire con i propri fidanzati. Mary ottiene la fiducia dei genitori che le permettono di uscire con Robbie. Simon e Deena confessano ai propri genitori di essersi dati dei morsi d'amore. Heather rientra nella vita di Matt; la relazione con Shana è in serio pericolo.
- Guest star: Matt Farnsworth (Brett)

## Una piccola preghiera
- Titolo originale:  Say A Little Prayer for Me
- Diretto da: Harry Harris
- Scritto da: Brenda Hampton

### Trama
Il reverendo Camden incoraggia la sua famiglia e la sua congregazione a credere nella preghiera. Alcune persone pensano che Lucy sia una giovane e disgustosa madre quando porta i gemelli a fare una passeggiata. Mary sta pregando di riuscire a tornare con Robbie dopo quello che è successo a San Valentino. Simon invece prega di poter vedere Deena e di essere di nuovo considerato un bravo ragazzo dai suoi genitori, anche dopo averle dato un regalo. Eric cerca di capire chi sia il ragazzo, mittente di una lettera anonima.
- Guest star: Vivian Smallwood (donna), Michael Antonacci (Andrew Mann), Milton Davis, Jr. (bambino n°1), Rayvan Wray (Raven), Jordan Warkol (Jonathan Smith), Louis Tucker (padre di Raven), Judith Montgomery (moglie), John Hostetter (fantino), Paul Robert Langdon (bambino n°3), Irene Wiley (madre di Raven), Jack Rader (signor Stewart)

## Il verdetto
- Titolo originale:  Twelve Angry People
- Diretto da: Tony Mordente
- Scritto da: Carol Tenney

### Trama
Eric viene chiamato a far parte di una giuria della quale considera già evidente il verdetto, ma gli altri giurati non la pensano allo stesso modo, così il reverendo si trova a dover riportare all'ovile gli altri giurati, che forse hanno dimenticato la fede. A casa Camden invece si riflette sulle azioni commesse: Annie e Ruthie discutono se per caso due azioni sbagliate ne fanno una giusta, mentre Mary è in debito con Lucy dopo averle involontariamente dato un pugno in un occhio. Inoltre Simon e Deena comprendono, che, nonostante le reciproche scuse, il passato non cambia, così Matt capisce quanto la voce di una persona possa essere importante.
- Guest star: Corrine Kason (Amy), Robin Karfo (Maria), Page Leong (giurata), Charles Martiniz (giudice), Lawrence B. Adisa (giurato), Ray Bengston (signor Nayloss), Jonna Tomases (Cynthia), Gary Cervantes (giurato), Rolando Molinda (giurato), Tamara Lee Krinsky (Dawn), Bill Henderson (Caleb), Tom Virtue (giurato)

## Sogni
- Titolo originale:  Hoop Dreams
- Diretto da: David Plenn
- Scritto da: Jon Bastian

### Trama
Mary riceve un'inaspettata chiamata dal coach dopo aver sognato di giocare con i giocatori dei Los Angeles Lakers: pensa così, dopo il liceo, di essere stata chiamata alla WNBA. Nel frattempo Eric ed Annie si sentono profondamente feriti dopo aver sentito da Simon e Lucy che non vorranno diventare un ministro o una mamma casalinga come i genitori. Così Eric ed Annie decidono di passare del tempo coi ragazzi per spiegare loro il ruolo che hanno scelto nella loro vita.
- Guest star: A.C. Green (se stesso), Andrea Fay Friedman (Molly Connelly), Riley Schmidt (Bobby), Bob Larkin (barista), Marla Kapit (venditrice di biglietti), Barbara Lindsay (Joyce), Kurt Rambis (Coach Jason Cleary), John Salley (se stesso), Drew Snyder (Jack Connelly)

## La forza del dialogo
- Titolo originale:  Talk To Me
- Diretto da: Tony Mordente
- Scritto da: Brenda Hampton & Elaine Arata

### Trama
Il Reverendo Eric dà dei consigli ad una ragazza molestata per riuscire a parlarne con la sua famiglia. Intanto Mary ha un segreto troppo grande per lei, così si confida con Lucy. Simon e Ruthie capiscono l'importanza del dialogo tra amici e i compagni di classe. Matt aiuta Hank a svelare un importante segreto personale a Julie, prima dell'arrivo di sua madre.
- Guest star: Davenia McFadden (infermiera), Allyson Call (Maryanne), Grant Thompson (giovane uomo), Joey Zimmerman (Luke), Mandy Freund (Lisa Lunby), Terri Hanauer (signora Lunby)

## L'intervista
- Titolo originale:  Liar, Liar
- Diretto da: Paul Snider
- Scritto da: Brenda Hampton

### Trama
Eric ed Annie sono eccitati quando scoprono che sul giornale locale vi è un articolo sulla famiglia Camden, ma quando leggono quello che il reporter ha estrapolato dalle interviste coi ragazzi, non si sentono poi così tanto eccitati. Intanto John cerca a tutti i costi di parlare con un politico che ha erroneamente citato il leader Afro-Americano Martin Luther King. Una compagna di classe di Ruthie le copia la storia per una competizione di classe.
- Guest star: Courtney Mun (bambino n°1), Brandon Michael DePaul (bambino n°2), Jo Marie Payton (Sharon Peacock), Marte Boyle Slout (signora Bronstein), Jessica D. Stone (Chrissy), Milt Tarver (George Orfield), Cody Tucker (Elizabeth), Sandi Patty (se stessa), Sam Rubin (Sam Robbins)

## La stagione delle magnolie: Parte 1
- Titolo originale:  Love Stinks: Part 1
- Diretto da: Burt Brinckerhoff
- Scritto da: Sue Tenney

### Trama
Eric ed Annie si preoccupano quando vengono aggiornati sulle relazioni dei loro figli. Mary li lascia di stucco quando rivela loro che non ha intenzione di frequentare il college e che è tornata con Robbie. Matt deve scegliere tra la sua ragazza Shana, tornata a Glenoak per l'estate, ed Heather, che gli ha confessato di essere ancora innamorata di lui. Lucy ha un appuntamento con Ronald, il fratello di Robbie, deludendo però Andrew, ancora innamorato di lei. Infine Simon viene lasciato da Deena, mentre Ruthie si approfitta del suo nuovo ragazzo.
- Guest star: Terry Hart (signor Stewart), Deborah Estelle Philips (Stella), Will Jennings (ragazzo n°1), Matt Farnsworth (Brett), Matteo Crismani (ragazzo n°2), Scott Terra (Bert Miller), Brenda Song (Cynthia), Jody Wood (Peter Simms), Bryan Burke (Wade)

## La stagione delle magnolie: Parte 2
- Titolo originale:  Love Stinks: Part 2
- Diretto da: Burt Brinckerhoff
- Scritto da: Sue Tenney

### Trama
Simon scopre il vero motivo per cui Deena l'ha lasciato. Ruthie vuole tornare col suo ex fidanzato Burt, mentre Lucy con Andrew Nayloss. Mary decide di lasciarsi andare lentamente nella relazione con Robbie. Matt e Shana rompono definitivamente, così il ragazzo si riconcilia con Heather, tanto da portarla subito all'altare.
- Guest star: Matt Farnsworth (Brett), Brenda Song (Cynthia), Scott Terra (Bert Miller), Jamison Yang (vicino di Shana), Brian Bowen (Ronald), Ray Bengston (signor Nayloss), Jordan Baker (Jo Miller), Terry Hart (signor Stewart)